# سیارک ۱۴۴۷۹
سیارک ۱۴۴۷۹ (به انگلیسی: 14479 Plekhanov، نامگذاری:1994CQ13) چهارده هزار و چهارصد و هفتاد و نهمین سیارک کشف شده‌است که در ۸ فوریه ۱۹۹۴ کشف شد.
قدر مطلق سیارک برابر ۴۰.۷ است.